# Campionato Paulista 2010

Il  Campionato Paulista 2010 è la 109ª edizione della massima serie calcistica dello stato di San Paolo. Il campionato è cominciato il 16 gennaio ed è finito il 2 maggio.

## Formato
Le 20 squadre sono inserite in un girone all'italiana e si affrontano in gare di sola andata. Le prime quattro squadre classificate approdano ai playoff che si disputano in gare di andata e ritorno (in caso di parità fa fede la posizione di classifica). Le ultime quattro squadre classificate vengono retrocesse nella Serie A2

## Squadre partecipanti
| Club            | Città               | risultati 2009 |
| --------------- | ------------------- | -------------- |
| Botafogo        | Ribeirão Preto      | 15             |
| Bragantino      | Bragança Paulista   | 10             |
| Corinthians     | San Paolo           | 1              |
| Grêmio Prudente | Presidente Prudente | 8              |
| Ituano          | Itu                 | 13             |
| Mirassol        | Mirassol            | 07             |
| Mogi Mirim      | Mogi Mirim          | 16             |
| Monte Azul      | Monte Azul Paulista | 1 (Série A2)   |
| Oeste           | Itápolis            | 14             |
| Palmeiras       | San Paolo           | 03             |
| Paulista        | Jundiaí             | 12             |
| Ponte Preta     | Campinas            | 9              |
| Portuguesa      | San Paolo           | 05             |
| Rio Branco      | Americana           | 2 (Série A2)   |
| Rio Claro       | Rio Claro           | 3 (Série A2)   |
| Santo André     | Santo André         | 06             |
| Santos          | Santos              | 2              |
| Sertãozinho     | Sertãozinho         | 4 (Série A2)   |
| São Caetano     | São Caetano do Sul  | 11             |
| São Paulo       | San Paolo           | 04             |

## Prima Fase

### Classifica
Aggiornato al 2 maggio 2010
|  |     | Classifica 2010 | Pti | G  | V  | N | P  | GF | GS | DR  |
|  | --- | --------------- | --- | -- | -- | - | -- | -- | -- | --- |
|  | 1.  | Santos          | 47  | 19 | 15 | 2 | 2  | 61 | 24 | +37 |
|  | 2.  | Santo André     | 37  | 19 | 11 | 4 | 4  | 45 | 27 | +18 |
|  | 3.  | Grêmio Prudente | 37  | 19 | 11 | 4 | 4  | 34 | 28 | +6  |
|  | 4.  | San Paolo       | 36  | 19 | 11 | 3 | 5  | 41 | 19 | +22 |
|  | 5.  | Corinthians     | 35  | 19 | 10 | 5 | 4  | 32 | 18 | +14 |
|  | 6.  | Portuguesa      | 31  | 19 | 9  | 4 | 6  | 29 | 20 | +9  |
|  | 7.  | Botafogo-SP     | 31  | 19 | 9  | 4 | 6  | 27 | 25 | +2  |
|  | 8.  | São Caetano     | 27  | 19 | 8  | 3 | 8  | 30 | 25 | +5  |
|  | 9.  | Oeste           | 26  | 19 | 6  | 8 | 5  | 27 | 26 | +1  |
|  | 10. | Ponte Preta     | 25  | 19 | 7  | 4 | 8  | 25 | 30 | -5  |
|  | 11. | Palmeiras       | 25  | 19 | 6  | 7 | 6  | 31 | 32 | -1  |
|  | 12. | Mogi Mirim      | 24  | 19 | 7  | 3 | 9  | 22 | 35 | -13 |
|  | 13. | Ituano          | 22  | 19 | 6  | 4 | 9  | 23 | 37 | -14 |
|  | 14. | Mirassol        | 22  | 19 | 5  | 7 | 7  | 24 | 27 | -3  |
|  | 15. | Paulista        | 20  | 19 | 6  | 2 | 11 | 23 | 32 | -9  |
|  | 16. | Bragantino      | 20  | 19 | 5  | 5 | 9  | 37 | 42 | -5  |
|  | 17. | Rio Claro       | 19  | 19 | 5  | 4 | 10 | 24 | 34 | -10 |
|  | 18. | Monte Azul      | 15  | 19 | 3  | 6 | 10 | 23 | 41 | -18 |
|  | 19. | Sertãozinho     | 14  | 19 | 3  | 5 | 11 | 24 | 41 | -17 |
|  | 20. | Rio Branco-SP   | 12  | 19 | 2  | 6 | 11 | 17 | 36 | -19 |

| Qualificate ai play-off scudetto | Qualificate al Campeonato do Interior | Retrocesse in Serie A2 |

## Play-off
Tabellone
|  | Semifinali      | Semifinali      | Semifinali | Semifinali | Semifinali |  |  | Finale      | Finale      | Finale | Finale | Finale |  |
|  |                 |                 |            |            |            |  |  |             |             |        |        |        |  |
|  | Santos          | Santos          | 3          | 3          | 6          |  |  |             |             |        |        |        |  |
|  | São Paulo       | São Paulo       | 2          | 0          | 2          |  |  | Santos      | Santos      | 3      | 2      | 5      |  |
|  | Santo André     | Santo André     | 2          | 1          | 3          |  |  | Santo André | Santo André | 2      | 3      | 5      |  |
|  | Grêmio Prudente | Grêmio Prudente | 1          | 2          | 3          |  |  |             |             |        |        |        |  |

### Semifinali

#### Andata
| Arbitro: | Marcelo Rogério |

|                            |           |                                              |
| Hernanes 52’ Dagoberto 66’ | Marcatori | 25’ (o.g.) Júnior César 40’ André 89’ Durval |

| Arbitro: | Rodrigo Martins Cintra |

|              |           |                                |
| Giaretta 41’ | Marcatori | 49’ Branquinho 57’ Rodriguinho |

#### Ritorno
| Arbitro: | José Henrique de Carvalho |

|                           |           |  |
| Neymar 60’, 82’ Ganso 85’ | Marcatori |  |

| Arbitro: | Rodrigo Braghetto |

|                 |           |                               |
| Renato Dias 35’ | Marcatori | 16’ Tadeu 43’ Marcos Assunção |

### Finali
| Arbitro: | Paulo César de Oliveira |

|                                 |           |                           |
| Bruno César 36’ Rodriguinho 83’ | Marcatori | 57’ André 61’, 69’ Wesley |

| Arbitro: | Sálvio Fagundes |

|                |           |                                 |
| Neymar 7’, 31’ | Marcatori | 1’ Nunes 19’ Ale 44’ Branquinho |

## Campeonato do Interior
Tabellone
|  | Semifinali  | Semifinali  | Semifinali | Semifinali | Semifinali |  |  | Finale      | Finale      | Finale | Finale | Finale |  |
|  |             |             |            |            |            |  |  |             |             |        |        |        |  |
|  | Botafogo    | Botafogo    | 0          | 2          | 2          |  |  |             |             |        |        |        |  |
|  | Ponte Preta | Ponte Preta | 0          | 2          | 2          |  |  | Botafogo    | Botafogo    | 0      | 1      | 1      |  |
|  | São Caetano | São Caetano | 0          | 3          | 3          |  |  | São Caetano | São Caetano | 1      | 0      | 1      |  |
|  | Oeste       | Oeste       | 1          | 1          | 2          |  |  |             |             |        |        |        |  |

### Semifinali

#### Andata
| Campinas 10 aprile 2010, ore 16:00 | Ponte Preta             | 0 – 0 | Botafogo | Estádio Moisés Lucarelli (1835 spett.)\| Arbitro: \| Luiz Flávio de Oliveira \| |
| Arbitro:                           | Luiz Flávio de Oliveira |       |          |                                                                                 |

| Arbitro: | Marcelo Aparecido Ribeiro de Souza |

|                   |           |  |
| Ricardo Bueno 15’ | Marcatori |  |

#### Ritorno
| Arbitro: | Marcelo Rogério |

|                                                 |           |                   |
| Everton Ribeiro 45+1’ Fernandes 89’ Fábio 90+2’ | Marcatori | 59’ Wilton Goiano |

| Arbitro: | Rodrigo Martins Cintra |

|                  |           |                               |
| William 31’, 44’ | Marcatori | 58’ Otacílio Neto 88’ Finazzi |

### Finale
| Arbitro: | Marcelo Aparecido Ribeiro de Souza |

|          |           |  |
| Hugo 68’ | Marcatori |  |

| Arbitro: | Antonio Rogério Batista do Prado |

|           |           |  |
| Jonas 75’ | Marcatori |  |